# リンダ・インダーガント
リンダ・インダーガント（Linda Indergand、1993年7月13日 - ）は、スイス出身の女子自転車競技（マウンテンバイク・クロスカントリーエリミネーター(XCE)、クロスカントリー(XC)）選手。2016年リオデジャネイロオリンピックのスイス代表で8位となった。

## 主な戦歴
- オリンピック マウンテンバイク・クロスカントリー
  - 2016年 8位 クロスカントリー  リオデジャネイロ

- マウンテンバイク世界選手権クロスカントリーエリミネーター
  - 2013年  3位 クロスカントリーエリミネーター  ピーターマリッツバーグ
  - 2014年  2位 クロスカントリーエリミネーター  ピーターマリッツバーグ
  - 2015年  優勝 クロスカントリーエリミネーター  ヴァルノールド
  - 2016年  優勝 クロスカントリーエリミネーター  ノヴェ・メスト